# Burgstall Linne
Die Burgstall Linne ist der Turmhügel-Überrest einer hochmittelalterlichen Motte (Turmhügelburg) von Ministerialen direkt südlich vor der Linnermühle bei Bottendorf, Teil der Gemeinde Burgwald im Landkreis Waldeck-Frankenberg in Hessen.

## Lage

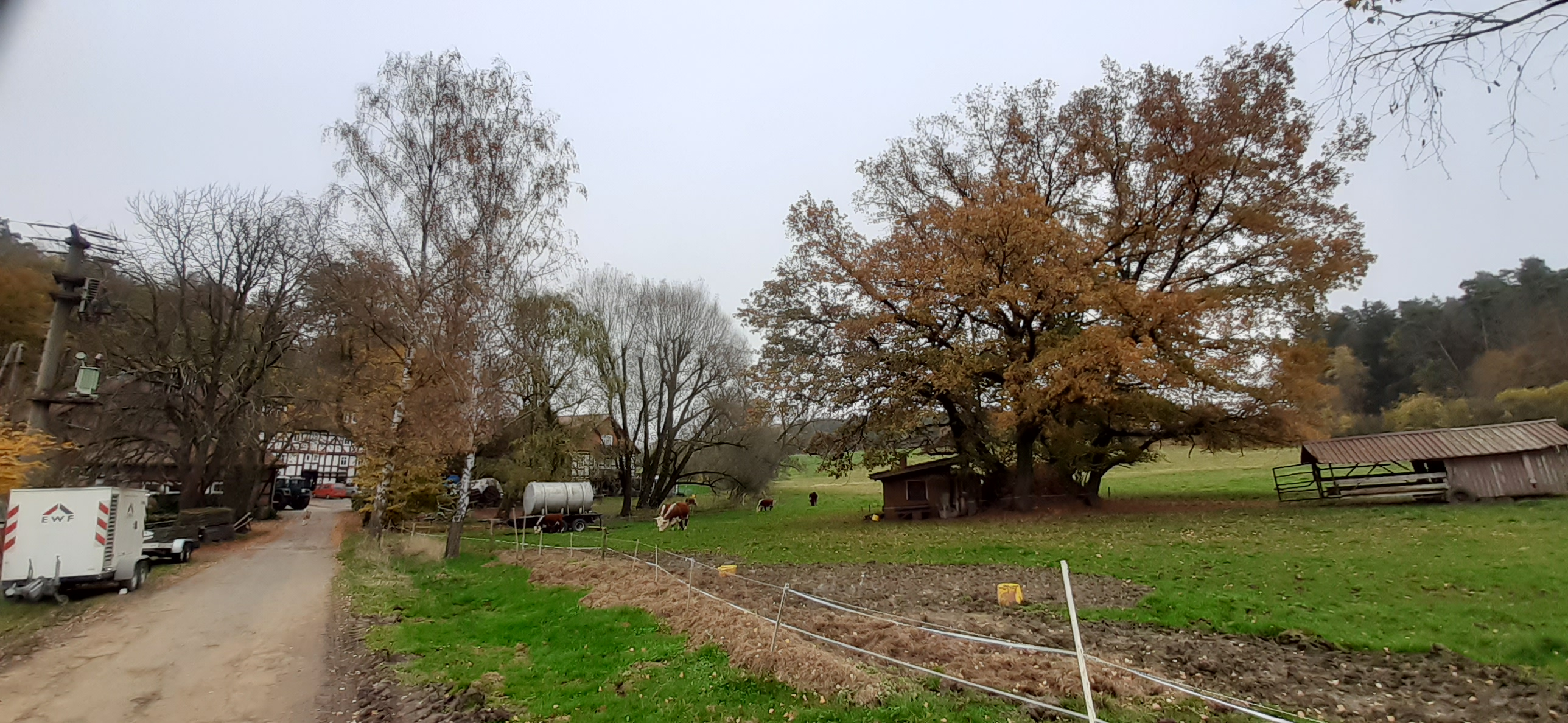
Turmhügelrest und Linnermühle-Bauernhof

Der Burgstall liegt nahe der heutigen Linnermühle, die sich ca. einen Kilometer östlich von Bottendorf im Wiesental des Bachs Kaltes Wasser, einem rechten Zufluss der Nemphe, zu Füßen des 375 m hohen Linnerberges befindet. Der Mottenrest liegt etwa 60 Meter südwestlich der Mühle jenseits des Baches, der etwa mittig zwischen Mühle und Hügelrest verläuft und den Linnerberg südlich in einem Bogen umläuft. Von der Bevölkerung wird der Burgüberrest als Küppel oder Kippel bezeichnet.

## Geschichte
Der Burgstall, dessen letzter Überrest ein heute licht bewachsener Erdhügel ist, wird in der Anlage als eine Wasserburg gesehen. 1875 wurde es noch als Hünengrab betrachtet und 1940 berichtete der ehemalige Rektor Heinrich Henkel, der in der Linnermühle geboren war, die Bevölkerung glaube, dass sich unter dem Hügel ein Rittergrab befände. 1929 wurde noch lapidar festgestellt, dass der Hügel nicht vorgeschichtlich aussehe. 1937 wurde ein zweiter kleiner Hügel beschrieben und als Vorburg gedeutet. Von ihm ist heute nichts mehr erhalten. Erst 2001 traf der Bezirksarchäologe die Feststellung, dass es sich um den Überrest einer mittelalterlichen Niederungsburg vom Typ einer Motte handelte.
Die Motte war vermutlich im Besitz der Familie von Linne (auch Lynne), die hier seit 1251 nachweisbar ist und später im Fritzlarer Gebiet in und um Obermöllrich Besitz hatte. Ein Heinrich (nachgewiesen 1240–1264) und ein Konrad von Linne (nachgewiesen 1240–1271) sind als Burgmannen der Burg Frankenberg in Frankenberg unter Tammo von Beltershausen beurkundet.
Das heute wüste Dorf und die zugehörige Mühle müssen schon älter sein, denn die molendinum Linda ist schon seit 1215 urkundlich. Das Dorf villa Lynden wurde nach Klaus Sippel wohl erst 1313 direkt erwähnt, ist aber schon 1240 als Ort im Archiv des Klosters Haina beurkundet.
1389 verkauften die Herren von Linne ihren Besitz an Landgraf Hermann II. von Hessen und behielten ihn im Folgenden als Lehen. Wie das zur nassauischen Urkunde von 1395 passt, in dem Johann von Nassau den Sifrid von Linne mit den Erblehen derer von Linne, wozu sicher das Stammland um den Linnerberg gehört haben müsste, und dem Erblehen der (vermutlich erloschenen) Kri(e)g von Buchenau (dem Kirchlehen zu Buchenau, Hartenrod, Eisemroth, Hirzenhain) belehnt, sowie das Lehen an der Vogtei zu Battenfeld und die Zehnten zu Breidenbach, Elsbach (Melspach), Gladenbach, Rossbach, Oberhörle und Friedensdorf vergibt, muss sicher erst noch untersucht werden.
Die von Linne starben nach Sippel wohl um 1503 aus oder wurden bürgerlich. Für den 24. Januar 1568 ist aber noch eine Schuldverschreibung der Landgrafen zu Hessen-Kassel gegenüber dem Gläubigern derer von Linne beurkundet und 1583 urkundet noch ein Johann von Linne zu Willersdorf und seine Frau Agatha beim Verkauf einer Wiese an das Hospital zu Frankenberg.
Wann die Motte derer von Linne verlassen oder zerstört wurde, ist nicht bekannt. Natürlich kreist auch um den Burgstall eine Sage vom Gespenst der umhergehenden weißen Jungfrau.
Angeblich soll auf dem Gipfel des Linnerberges eine Höhenburg der Linne gestanden haben. Baureste wurden im Rahmen neuerer Untersuchungen auf dem Berg aber nicht gefunden.

## Beschreibung

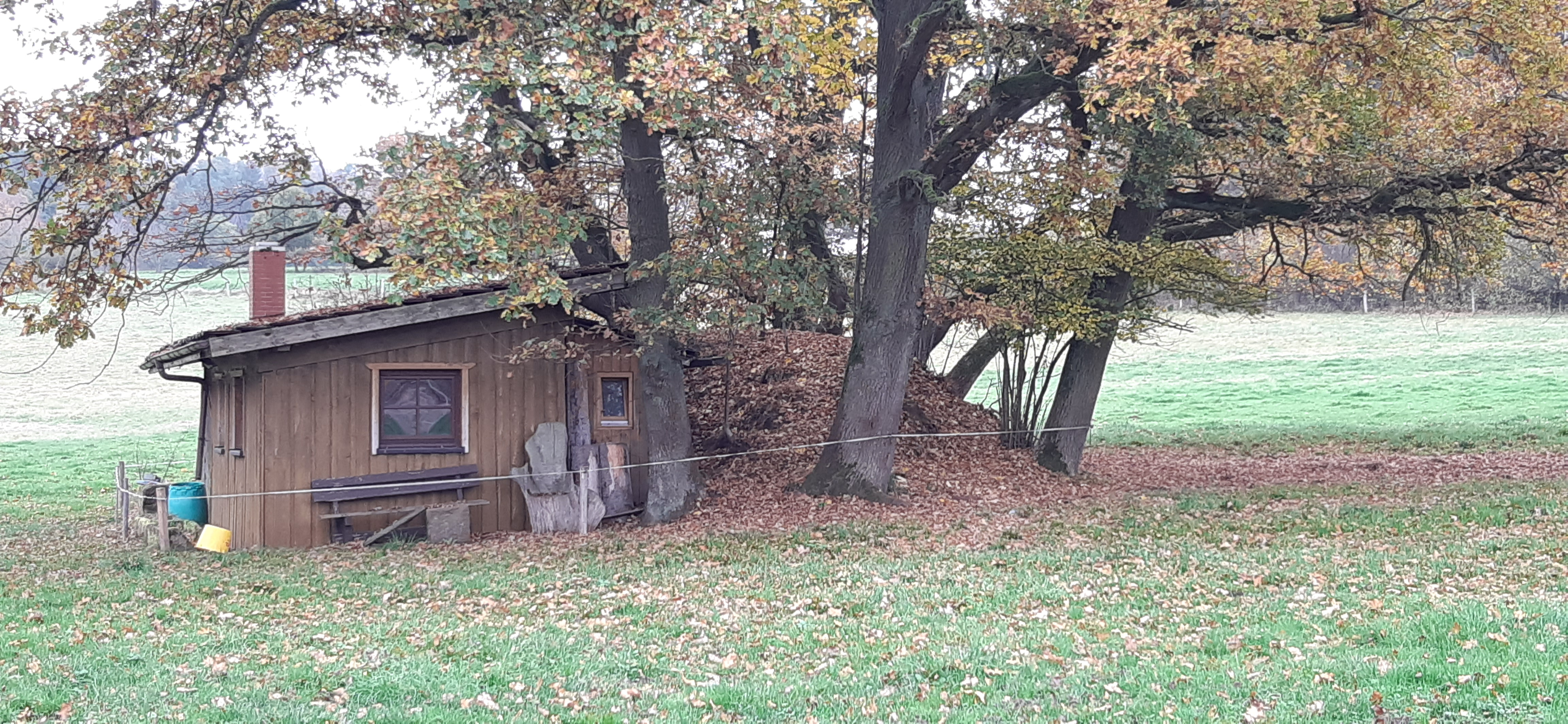
Nahe Ansicht: eine Holzhütte ist heute an den Turmhügelrest angebaut.

Der Mottenrest ist heute etwa noch 13 auf 7 Meter groß und rund 2,5 Meter hoch. Da die umgebende Wiese beim Straßenbau der 1960er Jahre etwa ein bis anderthalb Meter hoch aufgeschüttet wurde, ist der Mottenhügel also eigentlich entsprechend höher. Es war dem damaligen Pfarrer von Bottendorf, Gustav Hammann, zu verdanken, dass dabei der Mottenhügel nicht vollständig eingeebnet wurde. Vom abgeschnittenen nördlichen Teil des Hügels sind lockeres Erdreich vermischt mit Sandsteingeröll sichtbare Zeugen der Aufschüttung der Motte. Da nähere Untersuchungen zur Motte bis heute fehlen, muss die Frage offen bleiben, ob es eine hölzerne oder steinerne Wohnturmbebauung gab. Mühle, kleiner Ort und Burgsitz als Besiedlung zur Landnahme sind dabei typisch für die mittelalterliche Landerschließung.

## Denkmalschutz
Der Turmhügel ist ein Bodendenkmal nach dem Hessischen Denkmalschutzgesetz. Nachforschungen und gezieltes Sammeln von Funden sind genehmigungspflichtig, Zufallsfunde an die Denkmalbehörden zu melden.